# Kapanga
Kapanga là một chi nhện trong họ Hahniidae.